# Punta Fourà
De Punta Fourà (Frans en ambtelijk: Pointe Foura) is een 3387 meter hoge berg in de Grajische Alpen op de grens van de Italiaanse regio's Aostadal en Piëmont.
De berg ligt op de waterscheiding tussen het Valsavarenche en het Valle di Locana. Tot 2003 lag er aan de zuidwestelijke zijde van de top nog een gletsjer. Van deze ijsmassa resteren enkel nog enkele kristalheldere bergmeren.

## Beklimming
De beklimming van de Punta Fourà begint meestal vanuit Pont (1980 m) in het Valdostaanse Valsavarenche of vanaf de Colle del Nivolet. Vanaf de top heeft men uitzicht over het bergmassief van de Gran Paradiso in het oosten met de Ciarforon, en Becca di Monciair. In het westen liggen de hoogvlakte van Nivolet en de Punta Basei en in het zuiden de Grande Aiguille Rousse en de nabijgelegen Mare Percia (3385 m).